# Rua Paissandu

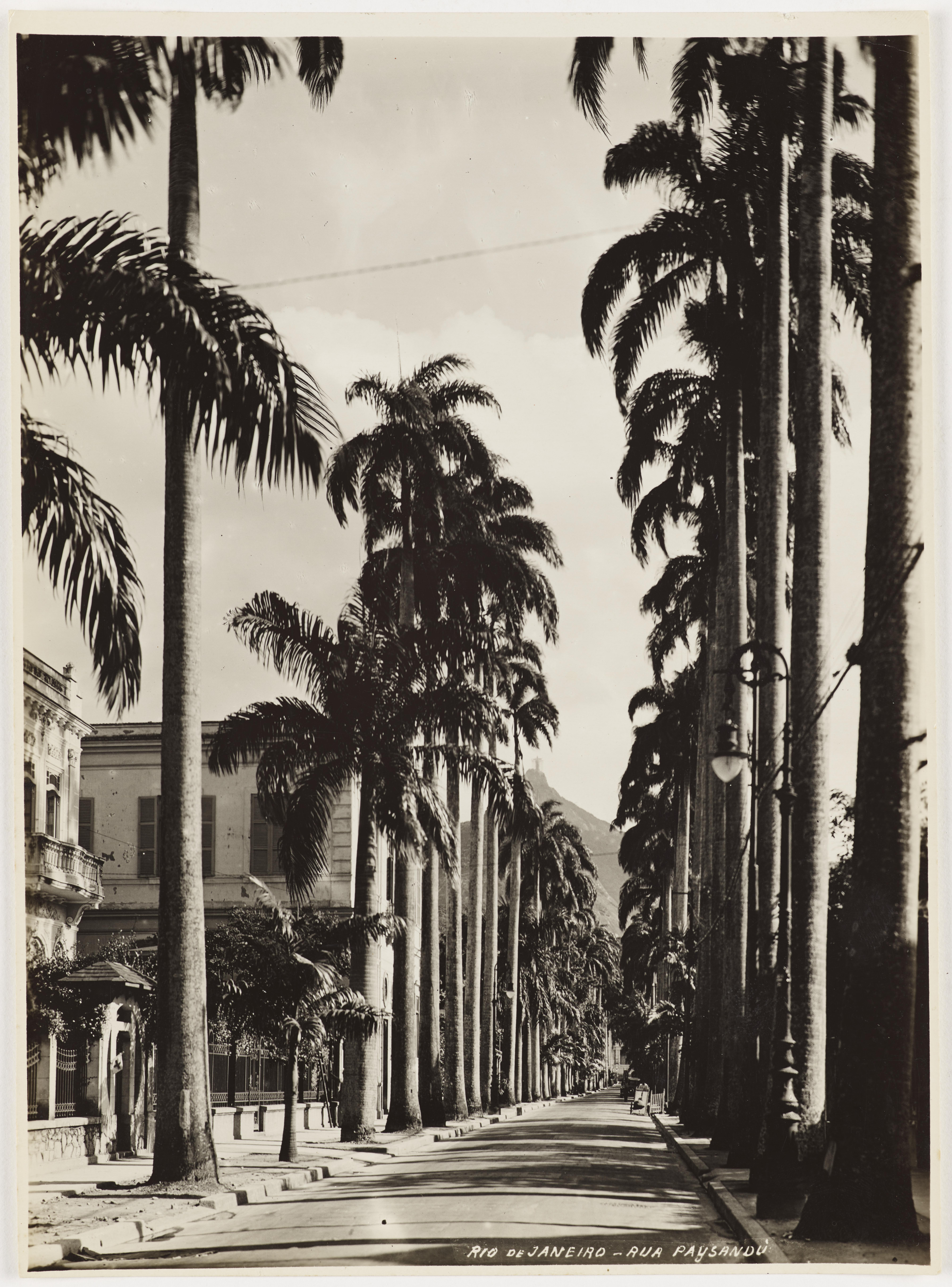
Rua Paissandu na década de 1930

A rua Paissandu é uma via tradicional situada no bairro do Flamengo, na cidade do Rio de Janeiro, Brasil. Liga a Praia do Flamengo à rua Pinheiro Machado e é conhecida por sua arborização com palmeiras imperiais, que conferem ao local uma atmosfera solene e característica.
Aberta em1864, a rua liga o Palácio Guanabara (no bairro de Laranjeiras) à Praia do Flamengo. Ela é ladeada por palmeiras-imperiais plantadas em 1865 por ordem do imperador Pedro II, a fim de criar uma entrada monumental para o palácio que ele havia presenteado à sua filha recém-casada, a princesa Isabel.
A rua recebeu seu nome em homenagem ao Cerco de Paysandú, ocorrido em 1865 no Uruguai, durante a intervenção militar brasileira, que mais adiante resultou na Guerra do Paraguai.
 

A presença de casarões preservados e de imóveis tombados reforça o valor histórico da via, que ainda hoje mantém parte de seu traçado e estilo originais, apesar das transformações urbanas do século XX.Um de seus ilustres moradores foi o médico Carlos Chagas.

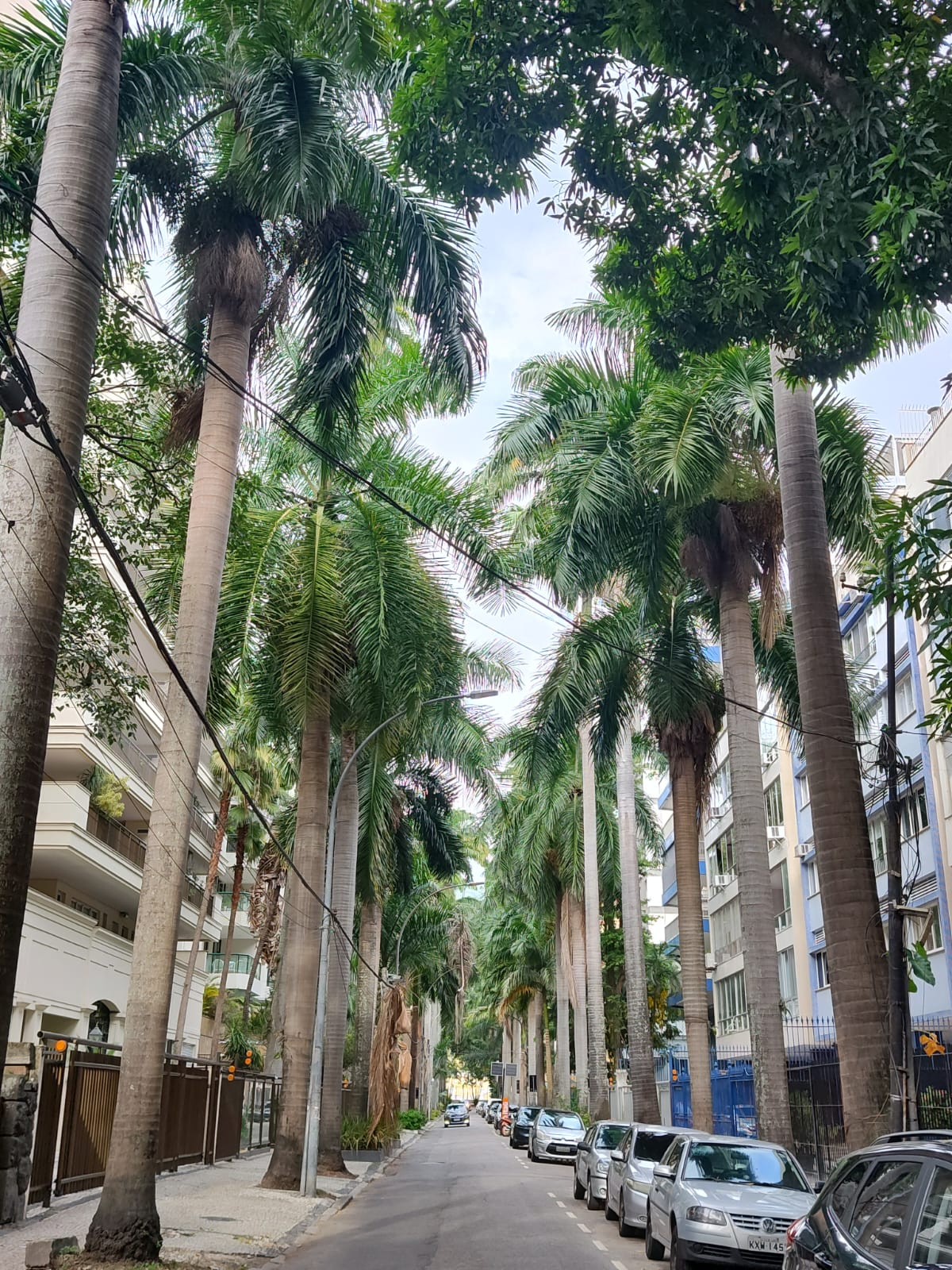
Rua Paissandu em 2025

Ao longo da Paissandu, destacam-se edifícios residenciais antigos, colégios tradicionais, consulados e clubes esportivos, além da proximidade com equipamentos culturais e o Aterro do Flamengo. O primeiro campo de futebol do Clube de Regatas do Flamengo, o Estádio da Rua Paysandu, localizava-se na esquina com a então rua Guanabara, atual rua Pinheiro Machado.
Nas suas proximidades, na rua Senador Vergueiro 35, existiu o histórico Cine Paissandu. Inaugurado em 1960, o cinema tornou-se um importante ponto de encontro para cinéfilos e intelectuais, especialmente durante as décadas de 1960 e 1970, sendo reconhecido por sua programação voltada para o cinema de arte e por ter sido um marco cultural da cidade. Encerrou suas atividades em 2008.
 

Nos últimos anos, a queda e a morte de palmeiras imperiais na rua Paissandu têm gerado preocupação entre moradores, urbanistas e historiadores, e foram noticiadas por diversos veículos de imprensa. A perda das palmeiras está relacionada a doenças, acidentes e ao fato de muitas se encontram próximas ao fim de sua vida útil natural.

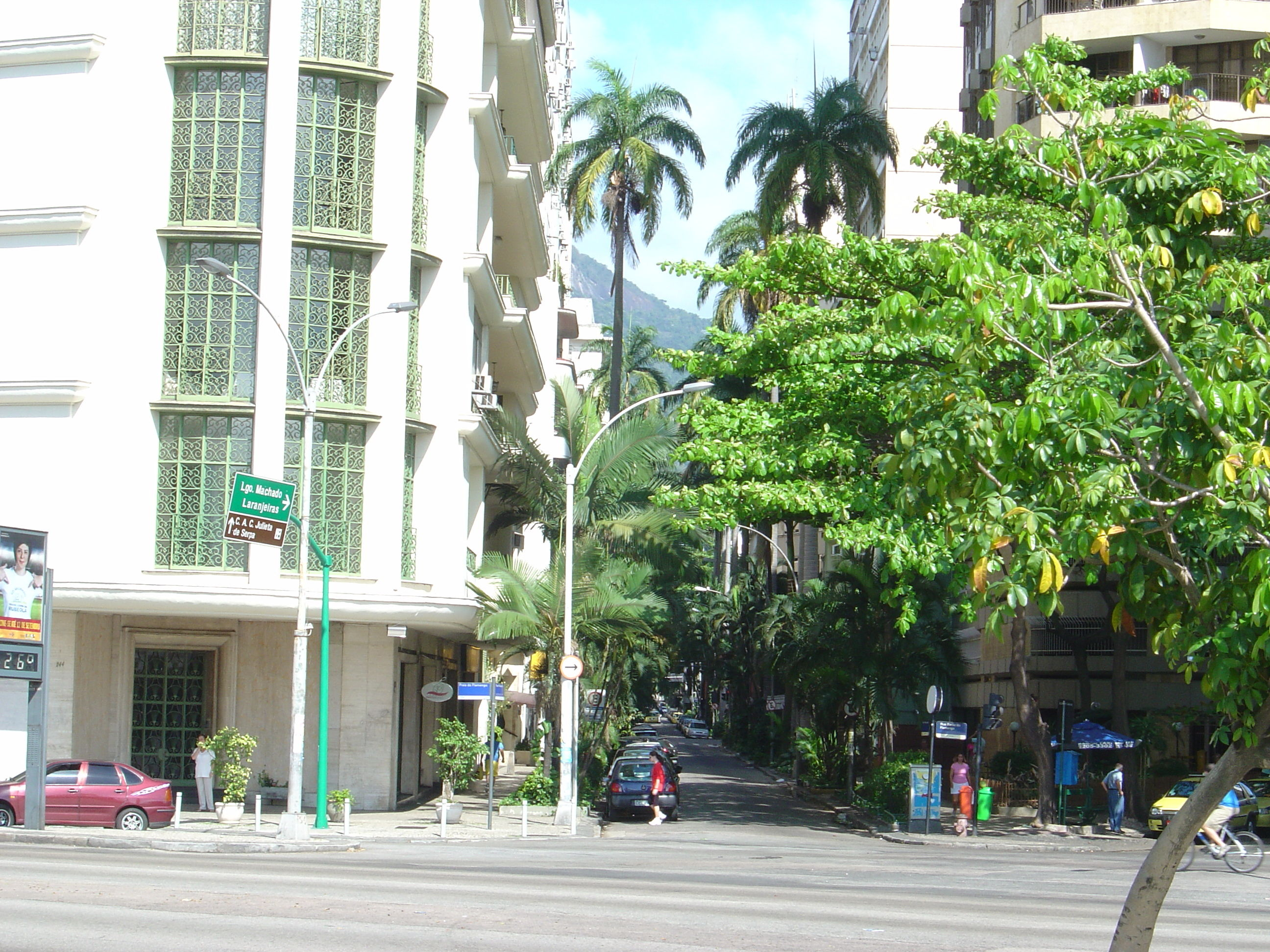
Início da rua Paissandu, na esquina com a Praia do Flamengo

Em resposta, a Prefeitura do Rio de Janeiro iniciou, em 2020, um tratamento fitossanitário nas palmeiras, visando prevenir doenças e combater pragas que atacam as árvores. O trabalho incluiu a instalação de armadilhas para atrair e capturar insetos, além da vistoria e monitoramento das árvores.